# Angle Inlet
Angle Inlet ist eine Siedlung auf gemeindefreiem Gebiet im Lake of the Woods County im US-amerikanischen Bundesstaat Minnesota und, von Alaska abgesehen, die nördlichste Ortschaft in den Vereinigten Staaten. Zu statistischen Zwecken ist der Ort zu einem Census-designated place (CDP) zusammengefasst worden. Im Jahr 2020 hatte Angle Inlet 54 Einwohner.

## Geografie
Angle Inlet liegt im äußersten Norden Minnesotas im Northwest Angle am Lake of the Woods und ist an mehreren Seiten von der Grenze zu Kanada umgeben. Der Ort liegt auf 49°20′43″ nördlicher Breite und 95°03′46″ westlicher Länge. Er erstreckt sich über 5,22 km², die sich auf 4,50 km² Land- und 0,72 km² Wasserfläche verteilen. Angle Inlet liegt im Norden der Angle Township.
Nachbarort von Angle Inlet ist das auf der gleichnamigen Insel gelegene Penasse (rund 10 km nordöstlich und nicht über Straßen zu erreichen). Weitere Ortschaften befinden sich nicht in der Nähe.
Die nächstgelegenen größeren Städte sind Fargo in North Dakota (383 km südwestlich), Winnipeg in der kanadischen Provinz Manitoba (204 km nordwestlich), Thunder Bay am Oberen See in der kanadischen Provinz Ontario (600 km ostsüdöstlich), Duluth (505 km südöstlich) und Minneapolis (654 km südsüdöstlich).

## Verkehr
Angle Inlet ist innerhalb der Vereinigten Staaten nur aus der Luft oder über Wasser erreichbar. Über Landstraßen ist der Ort nur von Kanada aus erreichbar.
Die nächsten größeren Flughäfen sind der Hector International Airport in Fargo (403 km südwestlich), der Winnipeg James Armstrong Richardson International Airport (212 km nordwestlich), der Thunder Bay Airport (617 km ostsüdöstlich) und der Minneapolis-Saint Paul International Airport (678 km südsüdöstlich).

## Demografische Daten
Nach der Volkszählung im Jahr 2010 lebten in Angle Inlet 60 Menschen in 31 Haushalten. Die Bevölkerungsdichte betrug 13,3 Einwohner pro Quadratkilometer. In den 31 Haushalten lebten statistisch je 1,94 Personen.
Ethnisch betrachtet bestand die Bevölkerung nur aus Weißen.
15,0 Prozent der Bevölkerung waren unter 18 Jahre alt, 58,3 Prozent waren zwischen 18 und 64 und 26,7 Prozent waren 65 Jahre oder älter. 50,0 Prozent der Bevölkerung war weiblich.
Das mittlere jährliche Einkommen eines Haushalts lag bei 67.829 USD. Das Pro-Kopf-Einkommen betrug 24.615 USD. 69,4 Prozent der Einwohner lebten unterhalb der Armutsgrenze.